# Чийф Кийф
Кийт Фарел Козарт (на английски: Keith Farrelle Cozart, роден на 15 август 1995 г.),  по-известен със сценичното си име Чийф Кийф (на английски: Chief Keef), е американски рапър и звукозаписен продуцент.
Музиката на Козарт за пръв път става популярна през тинейджърските му години в началото на 2010-те сред ученици от Южен Чикаго.  През 2012 г. популярният му сингъл „ I Don't Like “ е ремиксиран от американския рапър Кание Уест и достига до Billboard Rap Top 20, допълнително повишавайки профила на Козарт.  След напрегнато наддаване между големи лейбъли довежда Чийф Кийф да подпише с Интерскоуп Рекърдс. Дебютният му албум „Finally Rich“ е издаден през декември 2012 г. и включва синглите „I Don't Like“ и „ Love Sosa “, които популяризират рап-поджанра дрил в Чикаго. 
Чийф Кийф се сблъсква с различни легални проблеми по време на кариерата си, включително обвинения за притежание на оръжие, присъди за домашен арест и забрана за участия в концерти, наложена от властите в Чикаго.  Въпреки че отпада от Интерскоуп в края на 2014 г. и по-късно подписва с 1017 Records, той продължава да издава проекти чрез собствения си лейбъл Glo Gang. Те включват: Nobody (2014), Back from the Dead 2 (2014), Bang 3 (2015) и Thot Breaker (2017).
Към края на 2010-те критиците посочват Чийф Кийф като голямо влияние върху съвременния хип-хоп чрез неговата иновация в дрил поджанра и въздействието на музиката му върху други изпълнители.   

## Студийни албуми
- Finally Rich (2012)
- Bang 3 (2015)
- Dedication (2017)
- 4NEM (2021)